# Vladislavs Gutkovskis
Vladislavs Gutkovskis, né le 2 avril 1995 à Riga en Lettonie, est un footballeur international letton. Il évolue au poste d'avant-centre au Daejeon Citizen.

## Biographie

### En club
Né à Riga en Lettonie, Vladislavs Gutkovskis est formé par le club local du JFK Olimps où il commence sa carrière professionnelle. Il rejoint ensuite un autre club de la capitale lettone, le Skonto Riga, où il se met en évidence dès sa première saison en terminant meilleur buteur de première division de Lettonie, avec 28 buts en 34 matchs lors de la saison 2014. Il est élu meilleur joueur de l'année par le Skonto Riga.
En février 2016, Vladislavs Gutkovskis rejoint librement la Pologne en signant en faveur du Bruk-Bet Termalica pour un contrat de quatre ans et demi.
Il joue son premier match avec ce club le 2 avril 2016, lors d'une rencontre de championnat face au Korona Kielce. Il entre en jeu à la place de Bartłomiej Babiarz (en) et son équipe est battue par un but à zéro.
Lors de l'été 2020, Vladislavs Gutkovskis rejoint un autre club polonais, le Raków Częstochowa. Le transfert est annoncé dès le 4 janvier 2020, le joueur étant en fin de contrat à l'issue de la saison, il rejoint donc librement son nouveau club. Le contrat est d'une durée de deux ans, soit jusqu'en juin 2022 et avec option de deux années supplémentaires.
Lors de la saison 2022-2023, Gutkovskis est sacré champion de Pologne avec le Raków Częstochowa. Il est le premier joueur letton à remporter cette compétition.
Le 10 juillet 2023, Vladislavs Gutkovskis prend la direction de la Corée du Sud en signant avec le Daejeon Citizen FC. Il signe un contrat courant jusqu'en décembre 2026.

### En sélection
Vladislavs Gutkovskis représente l'équipe de Lettonie des moins de 17 ans, jouant au total deux matchs avec cette sélection en 2011.
Vladislavs Gutkovskis est convoqué pour la première fois avec l'équipe nationale de Lettonie en octobre 2016. Il honore sa première sélection lors de ce rassemblement le 7 octobre 2016, contre les îles Féroé. Il est titularisé et son équipe est battue par deux buts à zéro.
Gutkovskis marque son premier but pour la Lettonie le 11 novembre 2020 lors d'un match amical contre Saint-Marin. Entré en jeu à la place de Roberts Uldriķis, il participe à la victoire de son équipe par trois buts à zéro.

## Palmarès
Raków Częstochowa
- Championnat de Pologne (1) :
  - Champion : 2022-2023.
- Coupe de Pologne (2) :
  - Vainqueur : 2020-2021 et 2021-2022.
  - Finaliste : 2022-2023